# 애마부인
"애마부인(愛麻夫人)"은 대한민국의 영화로, 조수비 작가의 원작 소설을 정인엽 감독이 영화화했다. 
원래 제목은 '愛馬夫人'으로 하려 했으나, 제목이 저속하다하여 '愛麻夫人'으로 바꿨다. 
1982년에 개봉한 이후로 폭발적인 인기를 얻어서 이후 시리즈로 제작되었으며, 1982년에 서울에서 10만명 이상을 동원한 2편 중 한편이었다. 
1996년에 13번째 시리즈가 개봉한 이후로 현재 더 이상 제작되지 않고 있다.

## 줄거리
애마 오수비(안소영)는 권태로운 가정주부였으나, 남편 신현우(임동진)의 바람기 때문에 결국 맞바람을 피게 된다. 
남편이 술집에서 폭행사건으로 과실치사에 연루되는 바람에 현우(임동진)는 8년형의 중형을 선고받는다. 
오수비는 과실치사로 복역중인 남편 신현우를 2년째 매주 면회를 간다. 
남편이 교도소에 가자, 애마는 자신의 딸을 놔두고 혼자서 여행을 떠나게 되었는데, 우연히 만난 남자 김동엽(하재영)하고 뜨거운 사랑에 빠져 함께 도예를 배우게 된다.
남편의 외도로 괴로웠던 수비는 주위의 권고에도 이혼을 결심하지 못한다. 
면회를 다니다가 미술학도 김동엽을 만나 진실함을 느끼다, 어느날 수비는 같은 아파트의 옛 애인 김문오(하명중)를 만나 불륜의 정사를 갖는다. 
하지만 변태적인 김문오의 행위를 견디지 못하고 동엽을 만나 순수한 사랑을 나눈다. 
남편 현우는 이혼을 제기하는데 시골집에 있던 수비에게 동엽이 찾아와 프랑스로 떠날 것을 약속하게 되는 바람에, 그녀는 가정을 선택할 것인지, 자유를 선택할 것인지 갈림길에 서게 된다. 
그러다 약속한 그날 현우가 특사로 출감하게 되고 동엽에게로 떠나려 했던 수비는 부부의 굴레에 묶여 현우를 마중하고 현우는 수비하고 새로운 인생을 시작하게 된다.

## 출연
- 안소영 : 애마부인 오수비
- 임동진 : 남편 신현우
- 하명중(김문오)
- 하재영(김동엽)
- 김진규
- 김애경
- 차유미(아역)

## 한국사회에 미친 영향
당시 전두환 정부의 정책인 3S의 일환으로 국민들을 정치 대신 섹스,스포츠 등으로 빠져들게 하여 신군부의 집권기간을 연장하는데 일조하였다.